# Дельта Андромеди
δ Андромеди — кратна зоряна система в сузір'ї Андромеди. Неозброєним оком спостерігається як одна зоря з видимою зоряною величиною 3,27. Лежить на відстані 105,5 світлових років.

## Зоряна система
Це потрійна система, в якій головна пара складається з двох компонентів на відстані 11,5 а.о. та має орбітальний період близько 41 року. Головна пара має супутник, можливо, червоний карлик, що лежить на відстані близько 900 а.о. від основної пари